# 利韦和加韦
利韦和加韦（法語：Livet-et-Gavet，法語發音：[livɛ e ɡavɛ]）是法国伊泽尔省的一个市镇，位于该省东南部，属于格勒诺布尔区。

## 地理
利韦和加韦（45°5'28"N, 5°54'9"E）的面积为46.54 平方千米，位于法国奥弗涅-罗讷-阿尔卑斯大区伊泽尔省，该省份为法国东南部内陆省份，北起顺时针与安省、萨瓦省、上阿尔卑斯省、德龙省、阿尔代什省、卢瓦尔省和罗讷省。
与利韦和加韦接壤的市镇（或旧市镇、城区）包括：塞希利耶讷、尚鲁斯、阿勒蒙、瓦桑堡、拉瓦尔当斯、拉莫尔特、奥尔农、乌勒、勒韦勒、圣巴泰勒米-德塞希利耶讷。
利韦和加韦的时区为UTC+01:00、UTC+02:00（夏令时）。

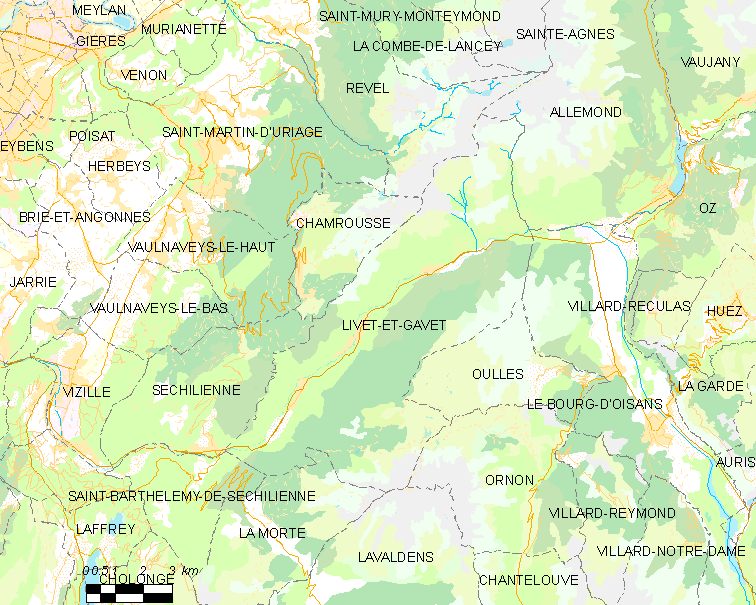
利韦和加韦的OSM定位图

## 行政
利韦和加韦的邮政编码为38220，INSEE市镇编码为38212。

## 政治
利韦和加韦所属的省级选区为瓦桑-罗曼什县。

## 人口
截至 2022 年 1 月 1 日，Levee 和 Gavey 的人口为 1,258 人。

1962-2008年间利韦和加韦人口变化图示